# Éditions Barzakh
Les éditions Barzakh est une maison d'édition algérienne, fondée en 2000 à Alger par Selma Hellal et Sofiane Hadjadj.

## Impression
Les éditions Barzakh utilisent souvent la police Garamond ITC pour leurs publications.

## Principaux auteurs publiés
- Kaouther Adimi
- Rachid Boudjedra
- Kamel Daoud, prix Goncourt du premier roman en 2015 pour Meursault, contre-enquête [2]
- Adlène Meddi
- Arezki Mellal
- Samir Toumi
- Amine Zaoui [3]

## Prix
Selma Hellal et Sofiane Hadjadj des éditions algériennes Barzakh se voient attribuer le prix du Prince Claus pour la culture et le développement .

## Coéditions
En 2014, les Éditions Barzakh participent à une coédition solidaire pour l'Océan Indien, avec un « livre équitable ». Il s'agit de Mes Étoiles Noires, de Lilian Thuram. La coédition se fait avec 12 autres maisons d'édition : Mémoire d'Encrier, Edilis, Ganndal, Graines de Pensée, Jamana, Jeunes Malgaches, Papyrus Afrique, Presses Universitaires d'Afrique, Ruisseaux d'Afrique, Sankofa & Gurli et Tarik.